# Kozákov (mikroregion)
Kozákov je dobrovolný svazek obcí v okresu Semily, jeho sídlem je Semily a jeho cílem je vzájemná spolupráce a koordinace činností v oblasti rozvoje regionu. Sdružuje celkem 3 obce a byl založen v roce 1999.

## Obce sdružené v mikroregionu
- Chuchelna
- Semily
- Záhoří